# Conseil pontifical Cor unum
Le conseil pontifical « Cor unum » pour la promotion humaine et chrétienne est un dicastère de la Curie romaine. Son rôle et son fonctionnement sont définis dans les articles 145 à 148 de la Constitution apostolique Pastor Bonus. Le terme Cor unum signifie "Un seul cœur".
Il « exprime la sollicitude de l'Église catholique envers les nécessiteux, afin que soit favorisée la fraternité humaine et que se manifeste la charité du Christ » (Art. 145).
Il est supprimé le 1er janvier 2017, ses compétences étant reprises par le nouveau dicastère pour le service du développement humain intégral.

## Historique
Le conseil pontifical « Cor Unum » a été créé par Paul VI, dans sa lettre pontificale Amoris officio du 15 juillet 1971.
En 1988, la constitution apostolique Pastor Bonus, publiée par Jean-Paul II réforme la curie et redéfinit le rôle et la composition des différents organes.
Le 31 août 2016, la salle de presse du Saint-Siège publie un motu proprio de François créant le dicastère pour le service du développement humain intégral ainsi que les statuts de ce nouvel organisme qui reprend les compétences des conseils pontificaux « Justice et Paix », « Cor Unum », pour la pastorale des migrants et des personnes en déplacement et pour la pastorale des services de la santé qui disparaissent au 1er janvier 2017. 

## Missions
Les missions du conseil sont définies à l'article 146 de Pastor Bonus. Ses rôles peuvent être de trois natures.
Le conseil exerce concrètement la charité au nom du pape. Il distribue les aides allouées par le souverain pontife pour venir en aide aux populations des régions en développement ou secourir les victimes en situation d'urgence. Les fondations Jean-Paul II pour le Sahel et Populorum Progressio, respectivement fondées en 1984 et 1992 par Jean-Paul II (l'une pour lutter contre la désertification en Afrique pour la première ; l'autre pour aider les populations paysannes tant indigènes que métissées afro-américaines d’Amérique Latine et des Caraïbes), sont également sous sa responsabilité.
Le conseil accompagne et coordonne les actions de charité des différents organismes catholiques en particulier celles du réseau Caritas international (Secours catholique).
Enfin, le conseil développe une véritable pastorale de la charité en préparant notamment le message du saint-père pour le Carême et en soutenant le bénévolat.

## Organisation
Le Conseil est composé d'une quarantaine de membres qui sont, environ pour moitié, des ecclésiastiques, religieux et laïcs, nommés à titre personnel, et, d'autre part, des représentants d'agences et organismes catholiques nationaux et internationaux qui opèrent dans le domaine de la promotion humaine intégrale et dans les situations d'urgence.
Il a à sa tête un président.

## Présidents
- Jean-Marie Villot (1971 – 1978)
- Bernardin Gantin (1978 – 1984)
- Roger Etchegaray (1984 – 1995)
- Paul Josef Cordes (1995 - 2010)
- Robert Sarah (2010 - 2014)